# NGC 550
NGC 550 è una vasta galassia a spirale barrata situata nella costellazione della Balena a una distanza di circa 268 milioni di anni luce dalla nostra Via Lattea.

## Scoperta
NGC 550 è stata scoperta l'8 ottobre 1785 dall'astronomo britannico di origine tedesca William Herschel.

## Descrizione
La galassia ha una classe di luminosità I e presenta una larga riga a 21 cm dell'idrogeno neutro.
Nella stessa regione di cielo dove è situata NGC 550 si trova anche NGC 533; per questo Mahtessian ritiene che i due oggetti formino una coppia di galassie.

## Supernova
Il 30 novembre 1961, all'interno di NGC 550 è stata scoperta la supernova SN 1961Q dall'astronomo statunitense Milton Humason. Non è stato possibile determinare a quale tipo appartenesse questa supernova..